# Kriegerdenkmal Hohendodeleben (1871)

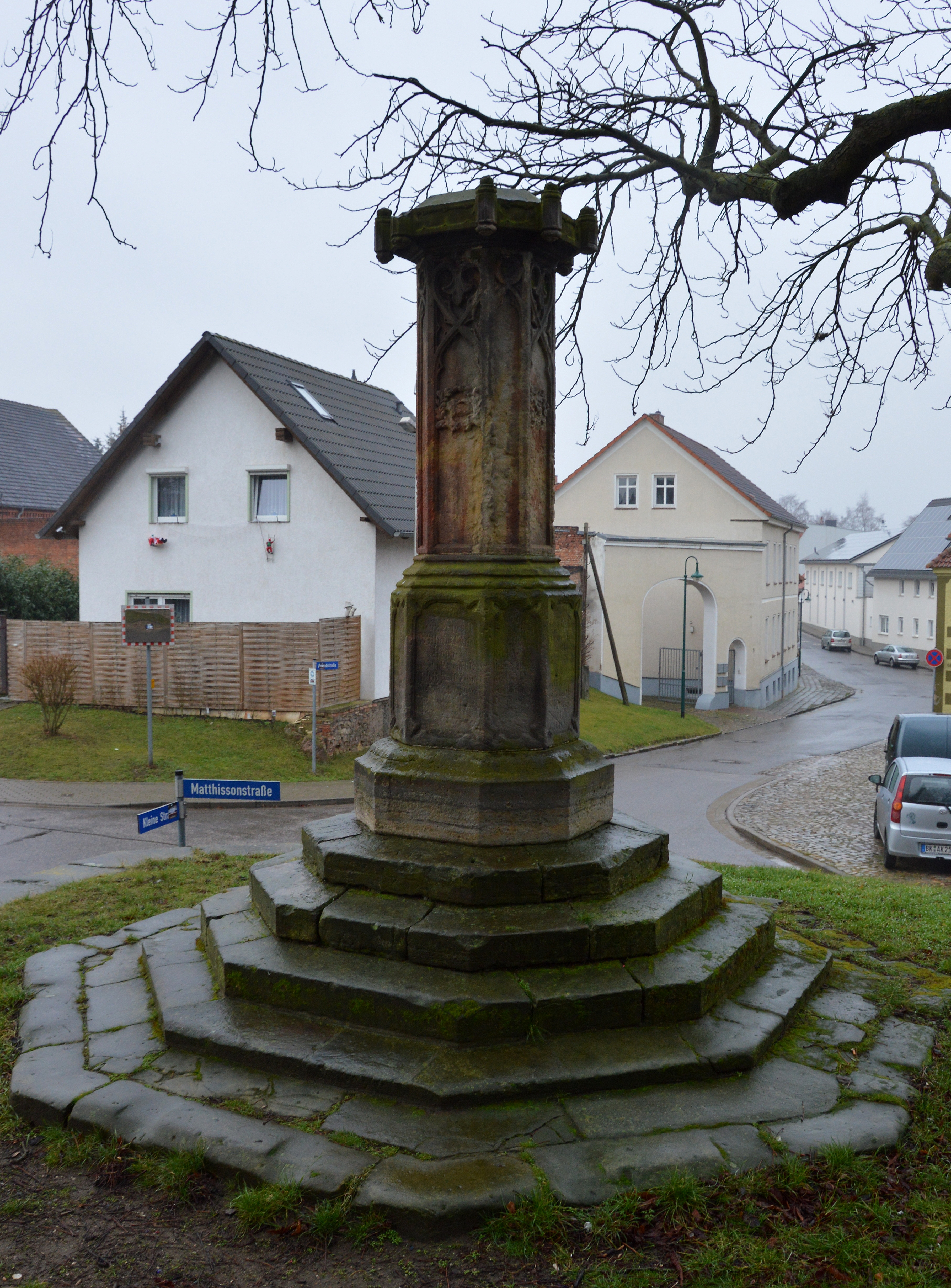
Kriegerdenkmal Hohendodeleben, 2016

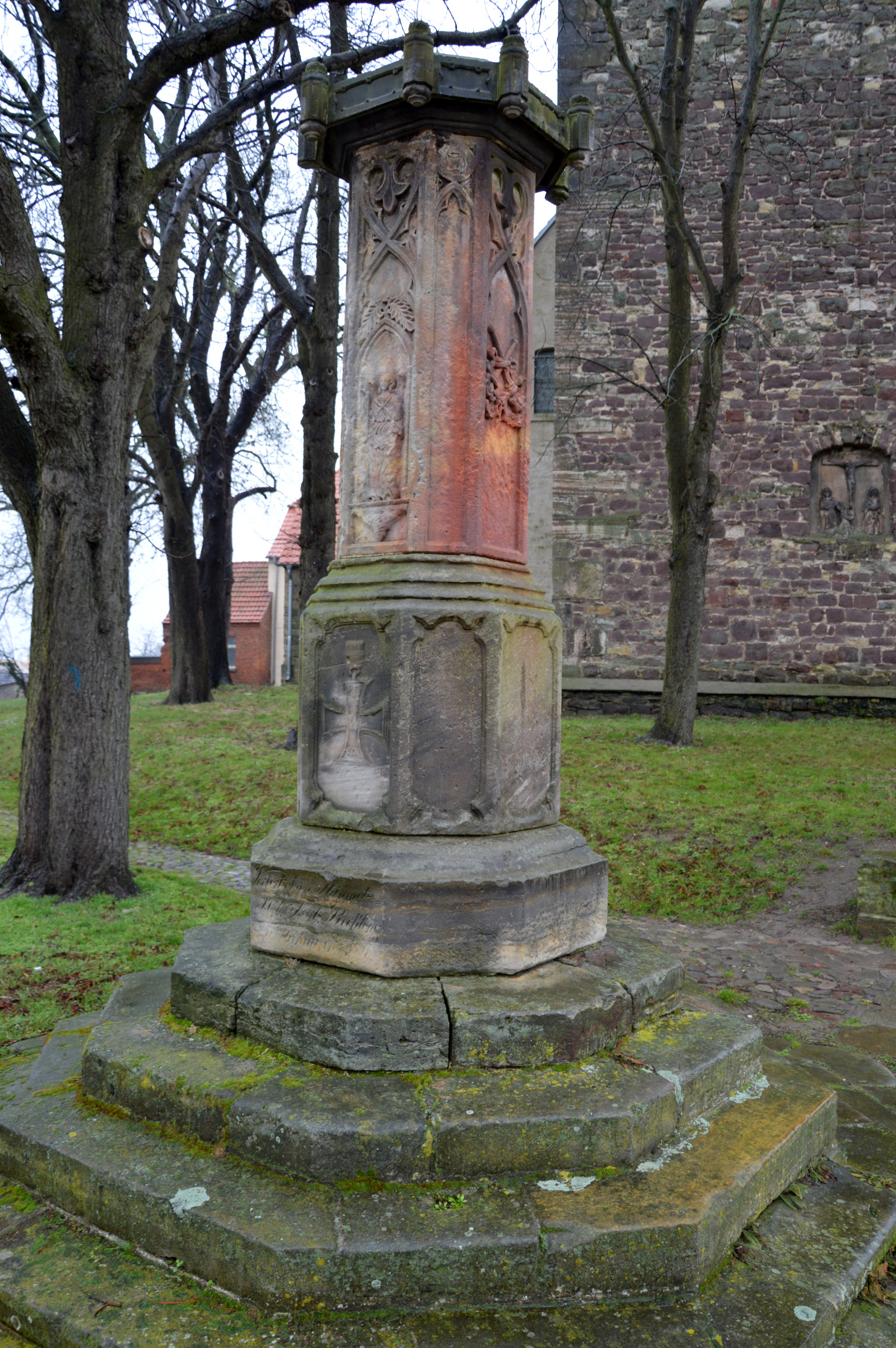
Blick von Westen

Das Kriegerdenkmal Hohendodeleben ist ein denkmalgeschütztes Kriegerdenkmal im zur Stadt Wanzleben-Börde in Sachsen-Anhalt gehörenden Dorf Hohendodeleben.
Das Denkmal erinnert an die sechs im Deutschen Krieg 1866 und im Deutsch-Französischen Krieg 1870/1871 gefallenen Hohendodelebener.
Es befindet sich in erhöhter Position westlich vor der Sankt-Peter-Kirche am Aufgang zum Kirchberg an der Ecke Kleine Straße und Matthissonstraße.

## Gestaltung und Geschichte
Es soll bereits 1871 eingeweiht worden sein. Fertiggestellt wurde es letztendlich jedoch erst 1874. Für den Bau entstanden Kosten in Höhe von 291 Talern. Ursprünglich war die achteckige abgestufte steinerne Stele von einem Kreuz bekrönt, welches jedoch nicht erhalten ist. Gleiches gilt auch für die zunächst bestehende aufwendige steinerne Einfassung. Im Sockelbereich wurden Inschriften und die Darstellung eines Eisernen Kreuzes angebracht.
Auch die Inschriften sind nicht mehr lesbar. Nach einer in der Kirche erhalten gebliebenen Gedenktafel sind die Gefallenen: Johann Christoph Andreas Arndt (* 1. Oktober 1840; † 5. August 1866 in Rerau in Mähren); Franz August Wilhelm Hoppe (* 2. September 1848; † 9. Februar 1871 in Saarlouis); Andreas Stephan Hucke (* 12. November 1848; † 13. Januar 1871 in Berlin nach einer am 4. Dezember 1870 in Orléans erlittenen Verwundung); Stephanl Friedrich Christian Klapputh (* 7. Dezember 1839; 3. Juli 1866 in Königgrätz); J. Schloede († 1866) ?; Christian Stützel (* 1. Januar 1843; † 30. August 1870 bei Beaumont); Heinrich Andreas Thiers (* 16. November 1839; † 30. August 1870 bei Beaumont).
Im örtlichen Denkmalverzeichnis ist das Kriegerdenkmal unter der Erfassungsnummer 094 80212 als Baudenkmal verzeichnet.